# FetLife
FetLife是一个以BDSM为主题的社交网站，总部位于加拿大温哥华，2008年成立，目前有800万用户。

## 批评
2012年FetLife曾经推出一个方针，禁止用户对其他用户做出犯罪指控，并删除了大量涉及犯罪指控的内容。这被认为是在纵容色狼。
章莹颖绑架案的嫌疑人布伦特·克里斯滕森曾活跃于该网站。